# Semione

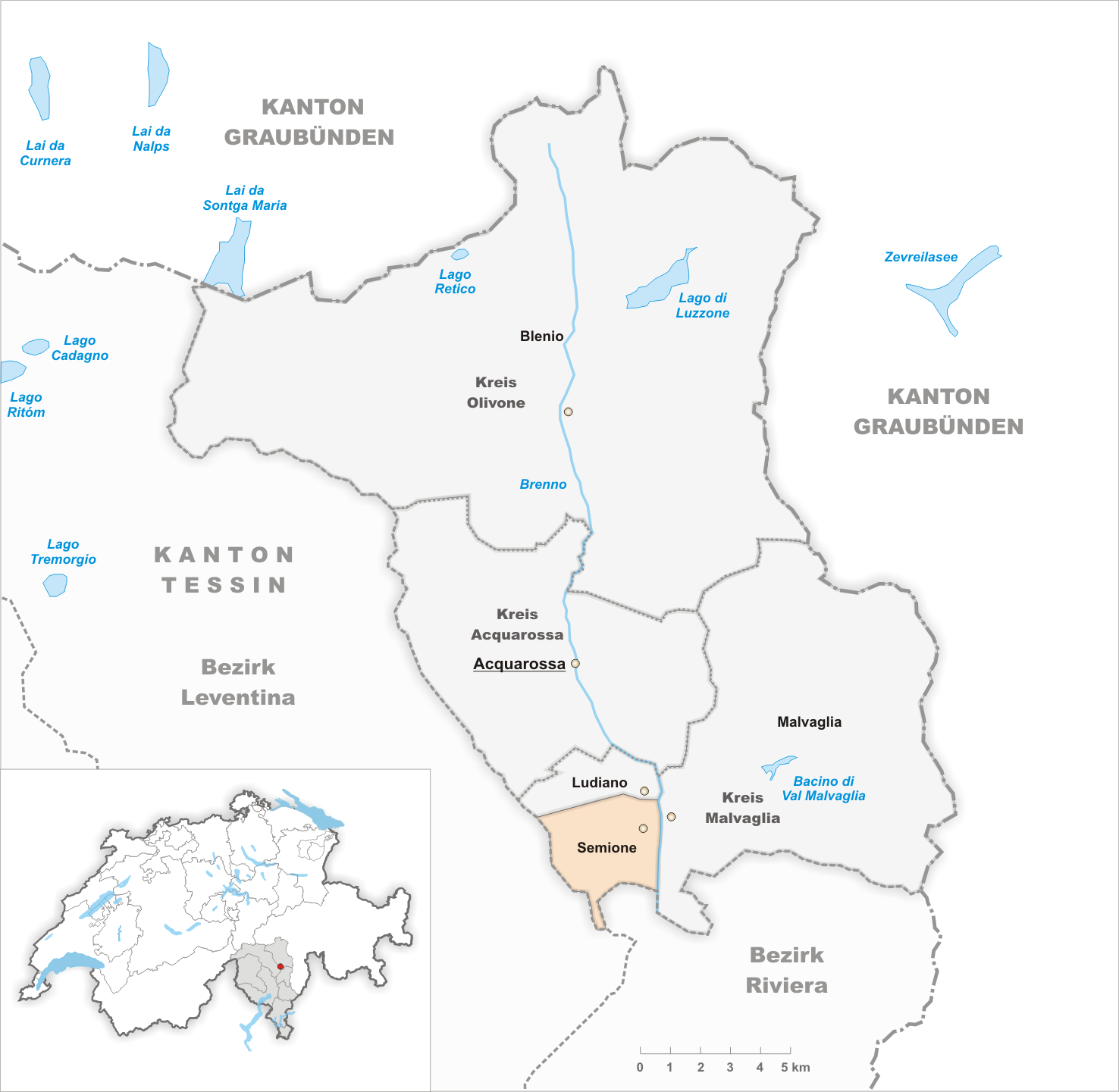
Gemeindestand vor der Fusion am 31. März 2012

Semione, im lokalen Tessiner Dialekt auch Samiòn, war bis zum 31. März 2012 eine politische Gemeinde im Kreis Malvaglia, im Bezirk Blenio des Kantons Tessin in der Schweiz. Am 1. April 2012 fusionierte sie mit Ludiano und Malvaglia zur neuen Gemeinde Serravalle.

## Geographie
Semione liegt im unteren Bleniotal am westlichen Ufer des Flusses Brenno. Zu Semione gehört die am Berghang auf 770 Metern über Meer liegende Siedlung Navone. Nachbarorte sind im Uhrzeigersinn die Ortsteile Ludiano und Malvaglia, die Gemeinde Biasca mit der zu Biasca gehörenden Siedlung Loderio im Bezirk Riviera, und überdies im Bezirk Leventina die Gemeinden Pollegio und Bodio sowie das zu Faido gehörende Dorf Sobrio.
Das Gemeindegebiet von Semione umfasste vor der Gemeindefusion eine Fläche von 1045 Hektaren. Davon entfielen, nach einer Erhebung von 1997, ein Anteil von 816 Hektaren auf Wald, 163 Hektaren auf die landwirtschaftliche Nutzung und 36 Hektaren auf die Bau-, Strassen- und Siedlungszone.
Das Gemeindegebiet von Serravalle im Bereich von Semione besteht, nach Westen, aus bewaldeten und sanft zum 2172 Meter hohen Matro und zum 2165 Meter hohen Pianca Bella ansteigenden Berghängen. Die im Nord-Osten von Semione aufragenden Gipfel Cima di Piancabella und Cima di Gana Bianca erreichen Höhen von 2671 bzw. 2842 Metern über Meer. Die Lage Semiones am Hang gegenüber dem Val Malvaglia eröffnet den Blick auf den hier die Grenze zum Kanton Graubünden bildenden Cima Rossa mit 3161 Metern. Der im Süd-Osten liegende Pizzo Muncréch mit 2252 Metern und die im Süden, bei Biasca, gelegenen Gipfel Pizzo Magn mit 2329 Metern und Masnàn mit 2505 Metern runden das Landschaftsbild ab. Geologisch dominieren in diesem Teil der Lepontinischen Alpen zu Gneis umgewandelte Granitoide, die im Volksmund jedoch als Granit bezeichnet werden.
Semione verfügt über eigene Sommerweiden auf dem westlichen Berghang und über ausgedehnte Weideland- und Ackerbauflächen in der Landwirtschaftszone im Talboden, die dem Fluss Brenno abgerungen wurde. Der Verlauf des Brenno ist zwischen den Ortsteilen Semione und Malvaglia teilweise begradigt. Fünf Gebirgsbäche verlaufen durch Semione und werden durch ein System von Auffangbecken und kleinen Kanälen dem Brenno zugeführt. Der Ort befindet sich zum Schutz vor Hochwassern daher hauptsächlich auf einer Anhöhe von zwischen 390 und 623 Metern über Meer.
Das zwischen Gana und Serravalle stark mit Felsbrocken durchsetzte Gelände wird mehrheitlich für den Weinbau genutzt. Angebaut werden die Rotweinsorten Merlot und Bòndola. Wegen der früher üblichen Doppelkultur in Kombination z. B. mit Gemüse- oder Tabakanbau findet, neben dem modernen Drahtbau, noch immer die übermannshohe Pergola oder Doppelpergel Verwendung. Die Dörfer des unteren Bleniotals liegen als nördlichstes Anbaugebiet im Tessin im Einflussbereich des insubrischen Klimas. Dieses zeichnet sich durch stärkere Niederschläge im Frühling und Herbst sowie durch die hohe Zahl der Sonnenstunden aus.

## Wald
Der ursprüngliche Gebirgswald am westlichen Berghang besteht zu 69 % aus Rottannen, zu 22 % aus Lärchen und zu 9 % aus Kastanien, Buchen und Birken. Die Laubwälder dominieren bis etwa 1000 Meter über Meer. Auf Höhen zwischen 1000 und 1300 Metern schliessen sich Mischwälder an. Ab 1300 Metern dominieren Nadelwälder. Bei den Laubbäumen handelt es sich mehrheitlich um Niederwald («Palina»). Zu den neophyten Baumarten zählen die Robinie, der Götterbaum und die Hanfpalme.
Die Waldbestände wurden bereits vor der Gemeindefusion mit Ludiano und Malvaglia von den Einwohnergemeinden, den Patriziati, der damals eigenständigen Gemeinden Ludiano, Semione und Corzoneso gemeinsam bewirtschaftet. Nachdem der Wald zu Beginn des 20. Jahrhunderts und in den Krisenjahren der Folgezeit stark unter der Übernutzung gelitten hatte, entschieden sich die beteiligten Gemeinden zwischen 1946 und 1952 dafür, eine am Ziel der Nachhaltigkeit orientierte Waldordnung einzuführen. Zwischen 1972 und 1990 wurde dafür ein 25,6 km langes Forststrassennetz angelegt.
Die vom Wald umschlossene, ursprünglich aus 68 Häusern bestehende Siedlung und Maiensäss Navone (um 1872 auch Anavone) ist seit 1520 nicht mehr ganzjährig bewohnt und besteht heute aus zum Teil zu Ferienhäusern umgebauten Viehställen. Bis zum Zeitpunkt, als die Bewohner Navone verliessen, bildete diese Siedlung das eigentliche Semione. 1913 bis 1915 wurden, in einer bis dahin in der Schweiz einzigartigen Güterzusammenlegung, die zerstückelten, von 66 Eigentümern gehaltenen 3170 Parzellen auf 387 reduziert.
Die Maiensäss Navone hatte die Funktion einer Selva, eines ausgelichteten Gebirgswaldes, in dem die Viehhaltung mit der Pflege und Bewirtschaftung von Kastanienbäumen kombiniert werden konnte. Die weniger ertragreiche Palina diente der Versorgung mit Bau- und Brennholz. Die Edelkastanie (Castanea Sativa), ein von den Römern eingeführter Archäophyt, der um das Jahr 1000 auch im Nordtessin heimisch wurde, war bis ins 20. Jahrhundert Grundnahrungsmittel und wichtigstes Exportgut der Talbevölkerung. Im 19. Jahrhundert wurde in Semione Holz für die Köhlerei geschlagen. Die Gesamtfläche aller Tessiner Selven ist von 9000 Hektaren im Jahr 1920 auf rund 2000 Hektaren im Jahr 2000 gesunken.

## Verkehr
Semione ist über eine Brücke bei Gana an die Schnellstrasse durch das Bleniotal angeschlossen, die ab Biasca mit der Autobahn A2 verbunden ist. In südlicher Richtung führt die kurvenreiche ehemalige Kantonsstrasse ebenfalls nach Biasca. Diese Strasse verläuft in nördlicher Richtung weiter bis Ludiano und Dongio-Motto. Nach Norden besteht die Möglichkeit, den Lukmanierpass zu befahren, wofür der Strassenzustand und die klimatischen Bedingungen zu beachten sind.
Die nur zu den Hauptzeiten verkehrende Buslinie 132 der Autolinee Bleniesi S.A. gewährleistet eine Grundversorgung der Dorfbevölkerung mit Dienstleistungen des Öffentlichen Verkehrs.

## Geschichte
Die eisenzeitliche Besiedlung und die Präsenz der Römer sind durch Grabfunde im heutigen Ortskern belegt. Auch die Überreste eines Wachtturms aus dieser Zeit wurden freigelegt. 1180 zerstörten Belagerer erstmals die 1160–70 errichtete nahe gelegene Burg des Reichsvogts Alcherio da Torre. 1220–30 entstand an ihrer Stelle die heute noch als Ruine bestehende Burg Serravalle der Familie Orelli. Semione wird 1192 als Xamiono und 1343 als Simionum in den Schriften geführt. In der Folgezeit befand sich Semione in wechselndem grundherrschaftlichen Besitz: Zunächst der Bürger von Lodrino (1193 erwähnt) und des Klosters Disentis (1334 erwähnt), ab 1345 im Besitz der Familie Visconti und ab 1380 im Besitz der Familie Pepoli in Bologna. Im Rahmen eines überregionalen Konflikts wurde die Burg der Pepoli 1402 von der Talbevölkerung weitgehend zerstört. Erhalten blieben jedoch die weiterhin als Richtplatz genutzte Vorburg und die Kirche Santa Maria del Castello. Nachdem es der Talbevölkerung gelungen war, sich auf juristische und militärische Weise von der Herrschaft norditalienischer Adelsfamilien zu lösen, war das Bleniotal und somit auch die Bevölkerung von Semione ab 1495 mit einem Treueeid an die Schutzmacht Uri gebunden und unterstand von 1503 bis 1798 der gemeinsam ausgeübten Herrschaft der Kantone Uri, Schwyz und Nidwalden. Im Rahmen der die gesamte Schweiz betreffenden Umwälzungen nach der Französischen Revolution gelangte Semione in der Helvetischen Republik kurzzeitig unter die Verwaltung des Kantons Bellinzona und gehört heute zum 1803 neu gegründeten Kanton Tessin. Dies nachdem während des Zweiten Koalitionskriegs Semione und das Bleniotal 1798 und 1799 zunächst unter französischer und danach kurzzeitig unter russisch-österreichischer Besatzung gestanden hatten.

Luftbild (1953)

Semione wurde, wie das übrige Bleniotal, seit Beginn des modernen Zeitalters von der Auswanderung geprägt, welche zunächst hauptsächlich nach Italien und später nach Übersee führte. Parallel dazu entwickelte sich eine saisonale Auswanderung in die urbanen Zentren Europas, welche in vielen Fällen dazu führte, dass die zu Wohlstand gelangten Auswanderer aus dem Bleniotal in Semione repräsentative Villen errichten liessen. Neben dem traditionell verankerten Katholizismus kamen ab dem 19. Jahrhundert der Liberalismus und ein starker Modernisierungswille als Triebfedern für die spätere Entwicklung hinzu. Die weite Verbreitung liberaler Ideen führte z. B. zu einem Eintreten des katholischen Kantons Tessin auf Seiten der protestantischen Kantone im Sonderbundskrieg von 1847, an dem sich 3000 Tessiner beteiligten, oder zur Säkularisierung des Schulunterrichts auch in Semione im Jahr 1853. Einschneidende Erfahrungen, wie die von der Kartoffelfäulnis ausgelöste Hungersnot von 1845–47 und die schweren Hochwasser von 1868 und 1897, brachten die Forderung nach technischem Fortschritt. In der Folge wurden Anstrengungen zum Aufbau der Infrastruktur unternommen, zu der die Befestigung des Brenno und das auf der gegenüberliegenden Talseite aufgeschüttete ehemalige Bahntrasse der Biasca-Acquarossa-Bahn zählen. Die historische Bausubstanz von Semione spiegelt diese Entwicklungen: Das Dorf Semione – ebenso wie auch dessen Ortsteil Navone – wurden daher im Inventar der schützenswerten Ortsbilder der Schweiz (ISOS) als schützenswerte Ortsbilder von nationaler Bedeutung eingestuft.
Semione bildet aber nach wie vor eine eigenständige Bürgergemeinde.

## Bevölkerung
Einwohnerzahlen: Volkszählungsdaten
Der Rückgang zwischen 1888 und 1900 ist unter anderem auf die Hochwasserkatastrophe von 1897 zurückzuführen.

## Sehenswürdigkeiten
Durch Semione führt der erste von vier historischen Kulturwanderwegen durch das Bleniotal (Sentiero storico della bassa e media Valle di Blenio). Der 14,5 km lange Wanderweg führt über bewaldete Anhöhen von Acquarossa, über Corzoneso und Casserio, nach Navone und Semione, bzw. von Semione nach Ludiano und von dort in Flussnähe zurück nach Acquarossa.
Sakralbauten:
- Pfarrkirche Santa Maria Assunta von 1731–1736[32]: Die Kirche bildet mit einem mit Mosaiken zum Kreuzwegthema von 1971 ausgestatteten Kapellenkranz[33], einem Beinhaus und einer Friedhofssäule ein bauliches Ensemble. Von 1731 bis 1736 wurde sie an Stelle ihres erstmals 1207 erwähnten Vorgängerbaus errichtet. Der Kirchturm im romanischen Stil wird um 1100 datiert. Der Innenraum und der Portikus sind im toskanischen Stil gestaltet. Die zahlreichen spätgotischen Fresken wurden 1919 von Attilio Balmelli erweitert.[34][35]
- Beinhaus Cappella dei Morti (Capéla di Mört) mit Fresken der Maler Cristoforo[36] und Nicolao da Seregno[35]
- Kirche Oratorium Santa Maria del Castello (Gésa dal Castell) von 1587[35]
- Kirche Oratorio di San Carlo (Gésa da San Cárlo) von 1606 mit Fresken von Giovanni Battista Tarilli aus Cureglia[37][35]
- Kirche Oratorio Santa Maria Bambina (Gésa da Navòn) von 1667–81,[38] achteckig, mit einem Portikus von 1709

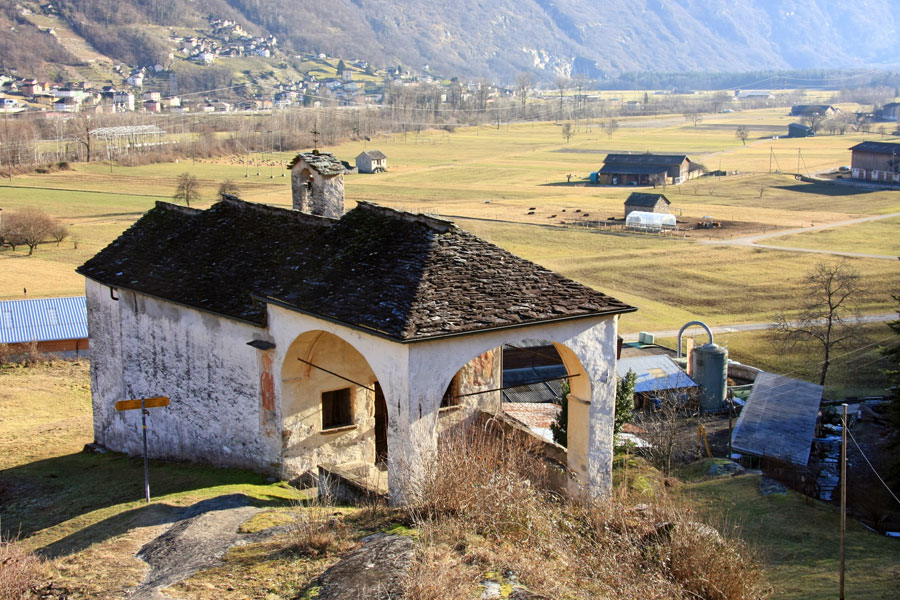
Kirche Santa Maria del Castello

Villen aus dem 19. und frühen 20. Jahrhundert:
- Villa Francesco von 1898[39]
- Villa Ricordo von 1900[40]
- Villa Ferrari von vor 1905[41]
- Ca dra Tór (dt.: Das Haus mit dem Turm) von 1905[42]
- Villa Pacifíca von 1907–12[43]
- Villa Felicità von 1923[44]

Weitere Bauten:
- Burgruine Castello di Serravalle
- Ca d Varanzén (gruppo di grotti)[35]

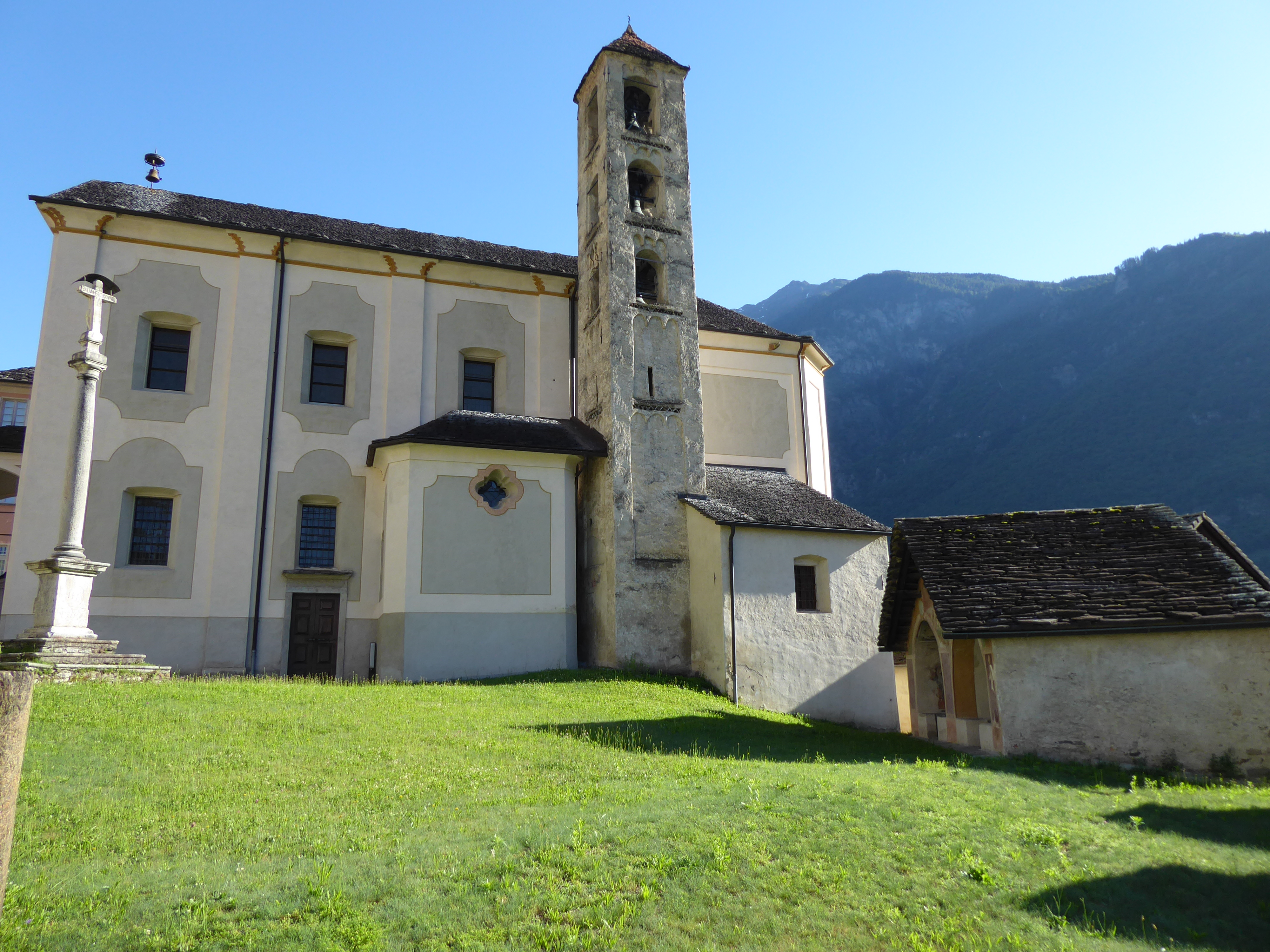
Pfarrkirche Santa Maria Assunta mit Friedhofssäule und Beinhaus

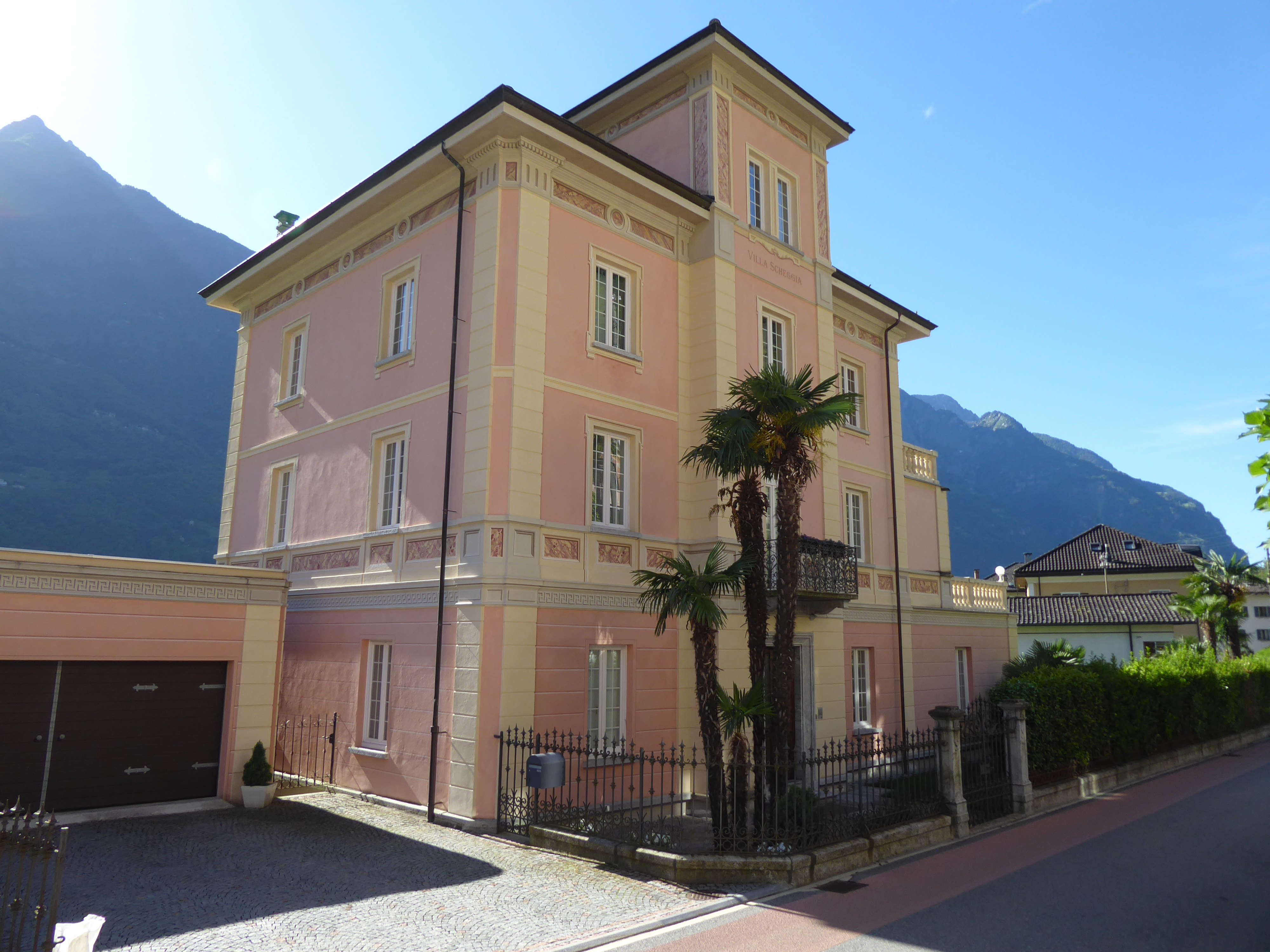
Villa Ferrari (heute Villa Scheggia)

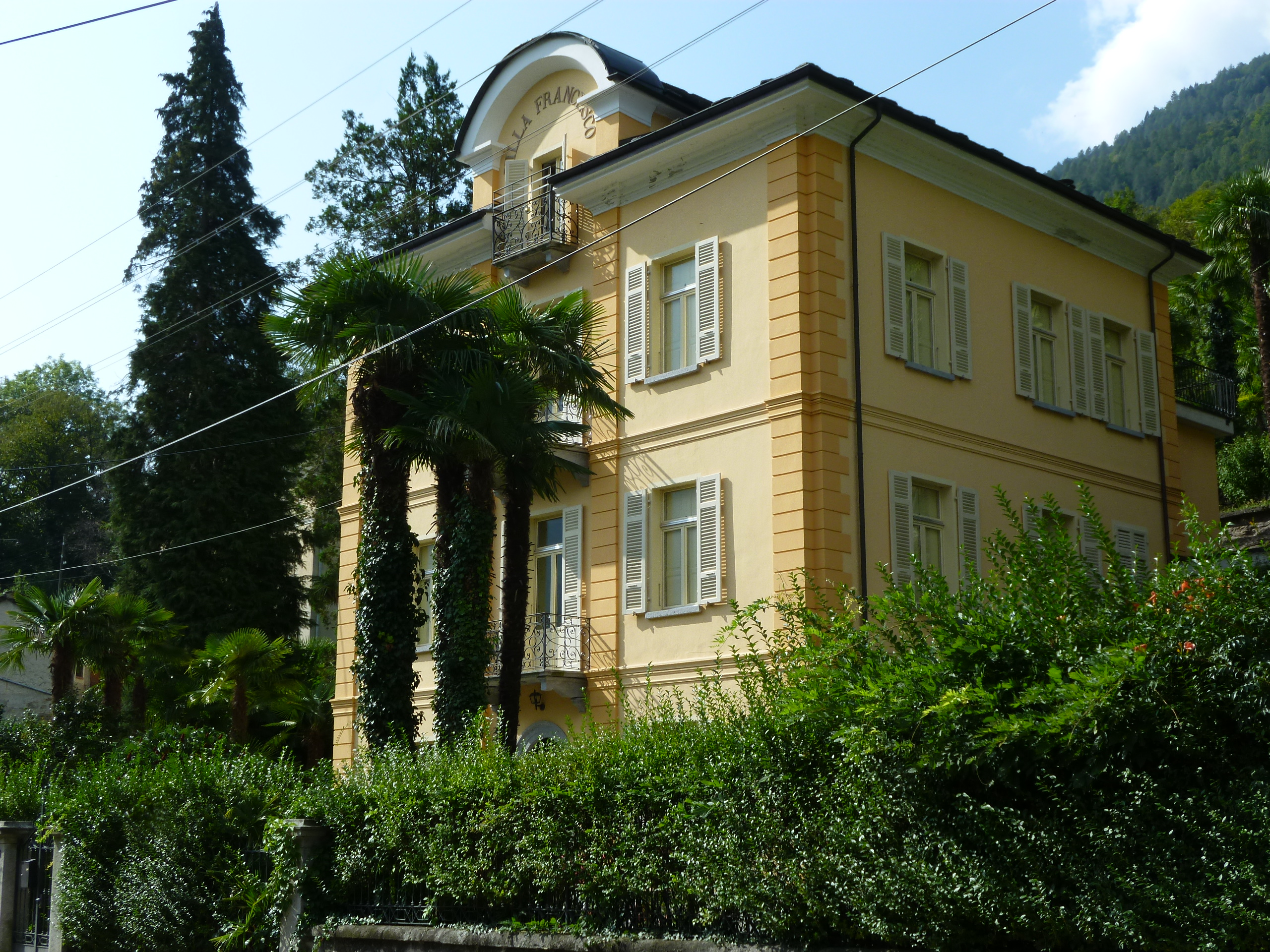
Die Villa Francesco wurde 1898 für den in Brüssel tätigen Kaufmann Francesco Scheggia (1854–1902) erbaut.

- Schalenstein im Ortsteil Monte Navone, Vignascia (600 m ü. M.)[45]
- Grosser Fels mit Inschrift in der Fraktion Scontra (660 m ü. M.)[46]
- Museum für Mineralien aus dem Val Camadra und Fossilien aus dem Jura in der Casa San Carlo[47]

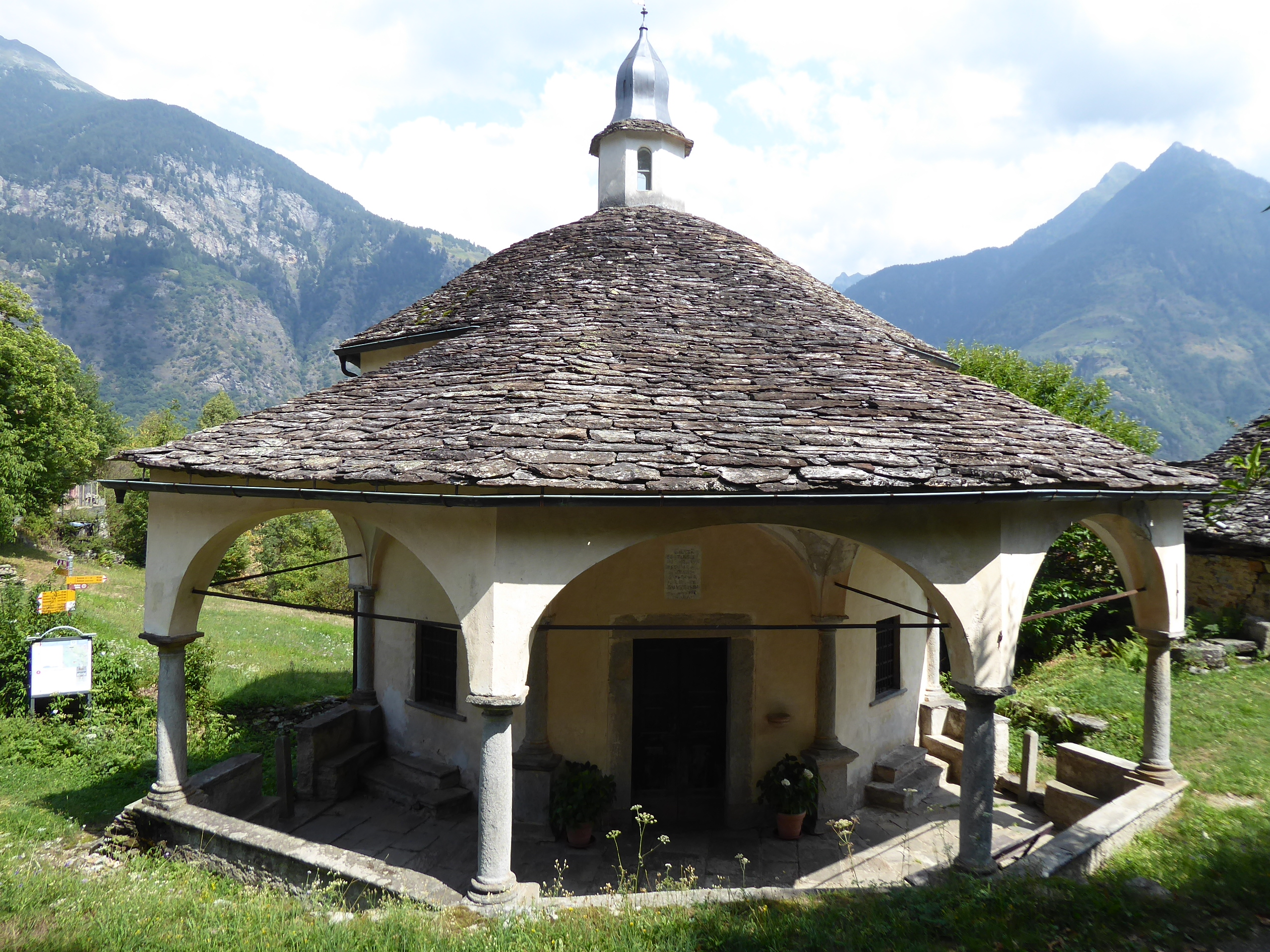
Kirche Santa Maria Bambina in Navone

## Kultur
- Associazione Amici del Castello di Serravalle (AACS)[48]
- Der Musiker und Journalist Alberto Pedrazzini (1852–1930) aus Locarno verfasste das in Semione spielende Drama Tadeolo Pepoli (1909, Neuauflage 1951). Der Vierakter erzählt von der harten Herrschaft der Pepoli über die Bevölkerung des Bleniotals.[49]

## Berghütten
- Pian d’Alpe-Hütte[50]

## Persönlichkeit mit Bezug zu Semione
- Friedrich I. (Barbarossa) (* 1122; † 10. Juni 1190 in Kleinasien), Kaiser des römisch-deutschen Reiches, hielt sich vermutlich 1164 und 1176 in Serravalle (Burg) auf[51]

## Literatur

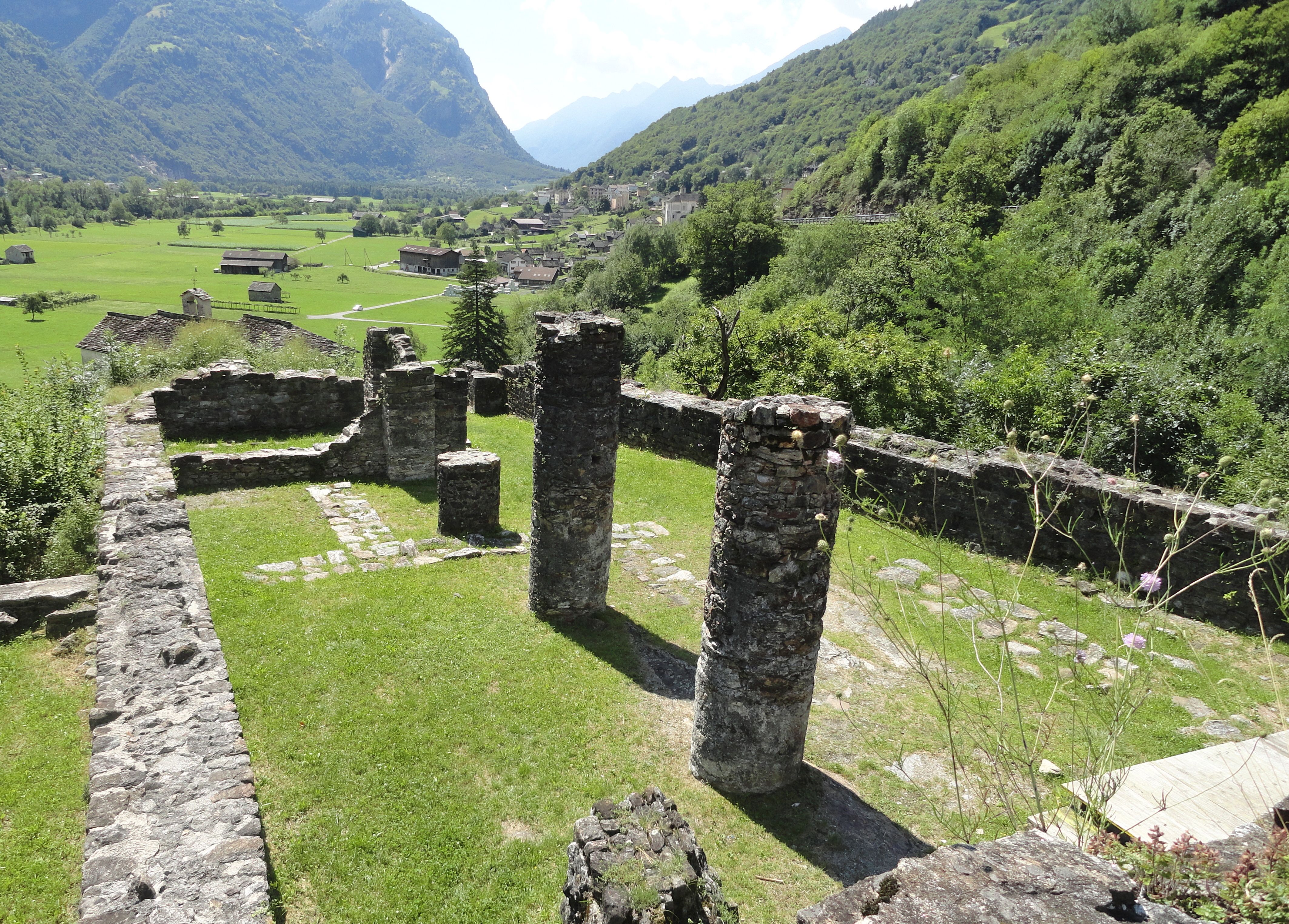
Burgruine Castello di Serravalle